# Till We Meet Again (1944)
Till We Meet Again is een Amerikaanse oorlogsfilm uit 1944 onder regie van Frank Borzage.

## Verhaal
Tijdens de Tweede Wereldoorlog wordt een Amerikaanse gevechtspiloot neergeschoten boven Frankrijk. Het Franse verzet verbergt hem in een klooster. Daar wil een jonge non hem helpen te ontsnappen naar Engeland. Ze geven zich uit voor een echtpaar uit het dorp en op het ogenblik dat de nazi's het klooster doorzoeken, vluchten ze weg met valse papieren.

## Rolverdeling
| Acteur            | Personage           |
| ----------------- | ------------------- |
| Ray Milland       | John                |
| Barbara Britton   | Zuster Clothilde    |
| Walter Slezak     | Burgemeester Vitrey |
| Lucille Watson    | Moeder-overste      |
| Konstantin Shayne | Majoor Krupp        |
| Vladimir Sokoloff | Cabeau              |
| Mona Freeman      | Elise               |
| William Edmunds   | Henri Maret         |